# Hyparrhenia wombaliensis
Hyparrhenia wombaliensis är en gräsart som först beskrevs av Hyacinthe Julien Robert Vanderyst och Robyns, och fick sitt nu gällande namn av Clayton. Hyparrhenia wombaliensis ingår i släktet Hyparrhenia och familjen gräs. Inga underarter finns listade i Catalogue of Life.